# Sega Dreamcast
La Sega Dreamcast (Japonès:ドリームキャスト) va ser l'última consola de videojocs creada per Sega, fou llançada el 1998 al Japó i el 1999 a la resta del món. Després que la Dreamcast fos discontinuada, Sega va abandonar el negoci de venda de videoconsoles, dedicant-se al món de les màquines recreatives i al desenvolupament de programari per a plataformes d'altres empreses.
Va ser desenvolupada en cooperació amb Hitachi i Microsoft. Dreamcast és la successora de Sega Saturn i va ser llançada al mercat per guanyar terreny a Playstation de Sony i Nintendo 64 de Nintendo, i competir amb els sistemes successors a aquests. Pertany a la sisena generació de consoles. Es va detenir la seva producció en el 2001 després de la decisió de Sega de dedicar-se en exclusiva a la programació de videojocs.
Els seus principals característiques són el seu lector òptic GD-ROM i el seu processador Hitachi. El sistema va ser el primer a tenir un mòdem incorporat per jugar en línia. Unes altres, com la seva predecessora, Sega Saturn, ho tenien com a perifèric opcional, i no en tots els països on eren distribuïdes. En aquesta versió, el mòdem es va millorar i es va poder usar a més a Llatinoamèrica.
Aquest sistema de videojocs va ser pensat per recuperar el mercat perdut davant PlayStation de Sony i així recobrar la reputació perduda amb Sega Saturn. Es va equipar a la consola d'una unitat òptica especial que maneja un format de discos òptics anomenats GD-ROM i finalment el seu disseny va ser enfocat per al joc en línia, com Xbox (consola posterior). La consola va tenir bona acceptació en els seus primers dies d'estrena però en plena expansió Sega la retira del mercat perquè la companyia sofria problemes interns i econòmics.
Va ser la primera consola que va oferir connexió a Internet, tant per a jocs com a navegació per pàgines web.

## Història
El 1997, Sega Saturn estava lluitant als mercats principals com Amèrica del Nord (amb poc èxit) i Japó (on si venia ben), així que el president de Sega Amèrica, Bernie Stolar, va donar a conèixer els primers rumors de la successora de Sega Saturn que finalment seria la Dreamcast. En 1997, en la I3, Bernie Stolar va fer pública la seva opinió que "The Saturn is not our future" (La Saturn no és el nostre futur), referint-se al fet que la consola ja no tenia futur.
La Dreamcast va ser llançada el 27 de novembre de 1998 al Japó i el 9 de setembre de 1999 en Amèrica, molt abans que altres màquines de la seva generació estiguessin al mercat. La Dreamcast va gaudir de bones vendes inicialment i va ser una de les màquines més encertades de Sega. Va ser un intent de reconquistar el mercat de les consoles amb un sistema de pròxima generació dissenyat per a reemplaçar a la PlayStation de Sony i a la Nintendo 64 de Nintendo, però principalment per culpa de la desconfiança (algunes consoles i accessoris de Sega van ser poc encertats, com el 32X i el Sega CD) i la proximitat d'una saturació del mercat per l'aparició de Nintendo GameCube, Sony PlayStation 2, i de la Microsoft Xbox SEGA es va adonar que el negoci estava en els jocs i no en les consoles.
En Gener de 2001, Sega va anunciar que després de Dreamcast no farien més consoles per a dedicar-se en exclusiva al desenvolupament de videojocs. El públic va malinterpretar com que el sistema havia fracassat (just en el seu millor moment), però curiosament a partir de llavors les vendes de la consola es van disparar, ja que la pirateria era summament fàcil (bastava de posar un disc d'arrancada abans del joc pirata o usar directament una còpia amb autoarrencada, sense necessitat instal·lar xip de cap tipus) i en la gent regnava la idea que si no la comprava s'esgotarien les existències. En expandir-se tant les vendes de la consola per a jugar amb jocs pirates, que motiva que més gent descobrira com era de fàcil jugar amb jocs piratejats, els desenvolupadors de jocs per a Dreamcast van començar a cancel·lar projectes (inclús estant pràcticament acabats) per no considerar-los rendibles. El que va fer que abans de tindre competència tinguera un abandó prematur de novetats, encara a pesar d'haver pogut competir almenys durant una temporada amb els nous sistemes. Esta mescla d'èxit i fracàs de Dreamcast va fer les coses més fàcils a la competència. Els primers jocs de la competència oferien menys qualitat que els jocs de Dreamcast (alguns jocs ni tan sols han sigut superats en el que és el conjunt total del joc pels sistemes actuals, cas de Soul Calibur, joc de llançament de Dreamcast), amb la qual cosa es continuaven venent Dreamcast per a jugar a jocs pirates encara havent-hi la competència.
Dreamcast usava un format propietari de discos anomenat GD-ROM per a emmagatzemar els jocs, intentant evitar la "pirateria", però aconseguint uns resultats poc efectius, ja que es va descobrir que els discos contenien defectes de disseny, i els pirates van ser capaços de copiar els jocs. Sega es culpava en gran part a si mateixa pels alts nivells de pirateria del seu Dreamcast – el seu ús del format GD-ROM va ser dominat totalment per la compatibilitat de la consola amb el format Mil-CD, el qual permetia a la consola arrancar des d'un Disc compacte regrabable estàndard. La compatibilitat amb Mil-CD va ser eliminada de la revisió final de la Dreamcast al final de la vida de la consola.
Microsoft va cooperar amb Sega amb la idea de promoure el seu Sistema Operatiu Windows CE per a videojocs, però Windows CE per a Dreamcast va mostrar capacitats limitades comparant amb el sistema operatiu natiu de Dreamcast. Les biblioteques que Sega va aportar oferien més potència final, encara que resultava més dificultosa la realització de conversions entre consola i PC.

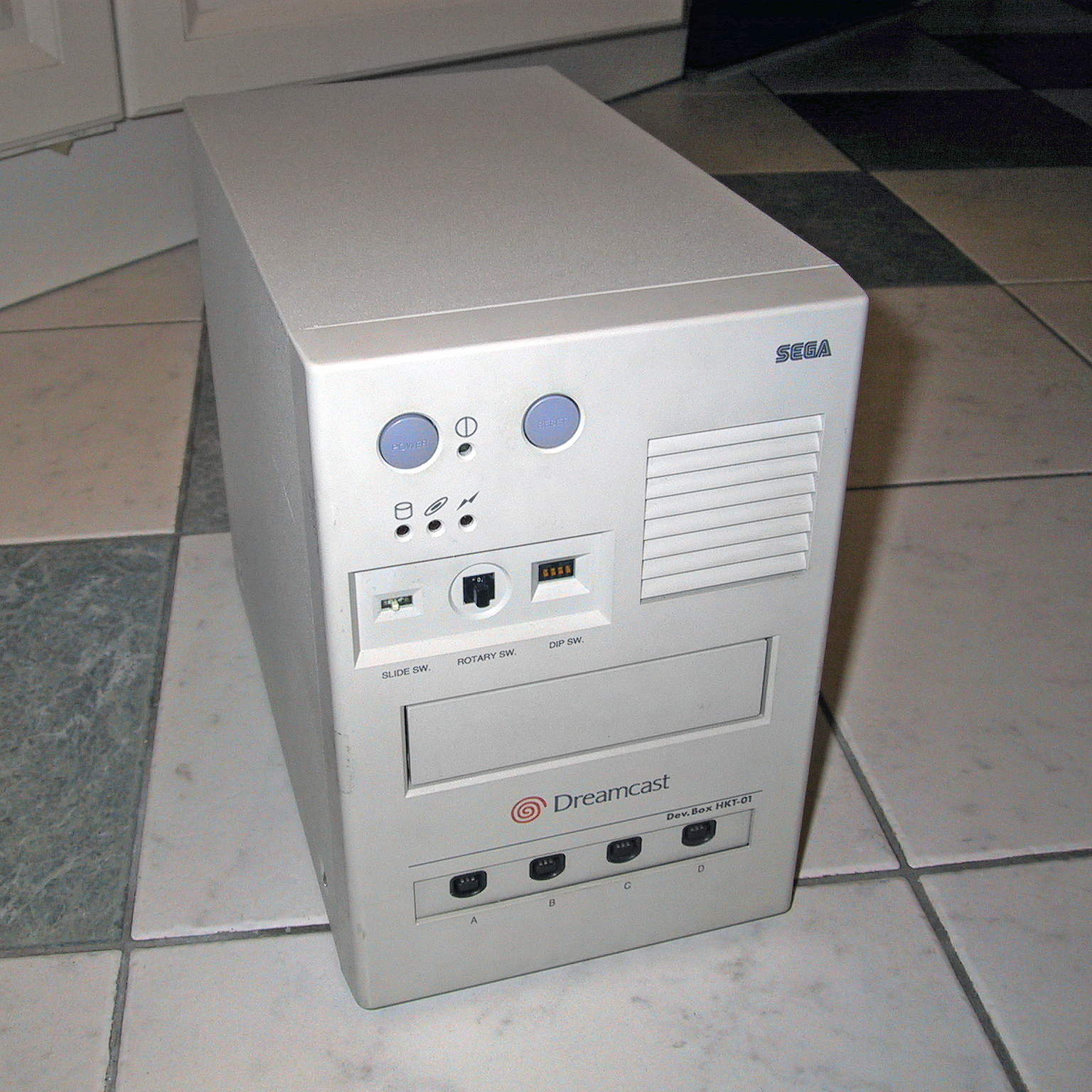
Una unitat de desenvolupament per a la Dreamcast. En aquesta es podia utilitzar tant el kit de desenvolupament de Sega com el kit de desenvolupament Windows CE

La Dreamcast té una modesta comunitat de hackers. La disponibilitat del kit de desenvolupament de Windows CE en Internet, així com conversions dels Sistemes Operatius Linux i NetBSD per a Dreamcast van donar als programadors una selecció de ferramentes de desenvolupament per a treballar. Un Sistema Operatiu casolà cridat Kallistios oferix compatibilitat amb la majoria del maquinari, però no oferix multi-tasca, la qual cosa és superflu per als jocs. Molts emuladors i altres utilitats (mp3, reproductors DivX i visors d'imatges) han sigut portats o programats per a la consola, aprofitant-se de la relativa facilitat amb la qual l'usuari casolà podia crear un CD capaç d'arrancar en una Dreamcast no modificada a nivell de maquinari.
Sega va llançar una placa, usant la mateixa tecnologia que la Dreamcast, anomenada Sega NAOMI per a usar en videojocs recreatius.
Encara que la Dreamcast va ser discontinuada oficialment el 2002, es continuen desenvolupant jocs comercials (la majoria només al Japó). El 24 de febrer de 2004, Sega va llançar el seu últim joc conegut per a Dreamcast, anomenat Puyo Puyo Fever. Un xicotet nombre de jocs de third-partys es continuen llançant i alguns altres nous jocs són oficialment comercialitzats per Sega Japó. Actualment inclús es ven una xicoteta quantitat de consoles procedents de reparacions, ja que la demanda continua sent alta.

### Disseny
Quan va arribar el moment del disseny de la successora de la Sega Saturn, el nou president de Sega, Shōichirō Irimajiri, va prendre la decisió inusual de la contractació de Tatsuo Yamamoto de IBM a Austin, per estar al capdavant del desenvolupament de la propera consola de Sega. Ràpidament es va fer una ruptura en el desenvolupament de la consola, perquè l'equip japonès liderat per Hideki Sato no va voler cedir el control del departament de maquinari, la qual cosa va donar lloc a dos dissenys diferents de la consola.
El grup japonès liderat per Hideki Sato va decidir que el processador que utilitzarien seria un Hitachi SH4 acompanyat amb un processador gràfic PowerVR desenvolupat per VideoLogic (ara Imagination Technologies) i fabricat per NEC. Aquest projecte va rebre el nom en clau de White Belt, i les primeres plaques prototip es van marcar com Guppy i posteriorment com Katana.
Als Estats Units, el grup liderat per Tatsuo Yamamoto va treballar en secret amb un grup d'11 persones fora de les oficines de Sega of America, van decidir que el processador que utilitzarien seria un Hitachi SH4 acompanyat amb un processador gràfic 3dfx Voodoo 2. Aquest projecte va rebre el nom en codi de Black Belt, i les primeres plaques portaven serigrafiado la paraula Shark i finalment Dural.
Després de la publicació d'informació confidencial per part de 3dfx, es va decidir rebutjar el projecte del grup dels EUA i seguir endavant amb el projecte japonès.
Així, el 7 de setembre de 1997 SEGA va anunciar als mitjans el desenvolupament de la seva nova consola, sota el nom en clau de Katana.

### Llançament
La Dreamcast va ser llançada a la venda el 27 de novembre de 1998 en Japó, el 9 de setembre de 1999 en Estats Units (data de promoció), el 20 de setembre de 1999 a Brasil i el 14 d'octubre de 1999 a Europa. Dreamcast es va posar a la venda molt abans que els seus rivals.
El lema que va ser utilitzat per promoure la consola als Estats Units era "It's thinking" ("Està pensant"), i a Europa va ser "Up to 6 Billion Players" (“Fins a 6.000 milions de jugadors”).
Aquest sistema va ser la primera consola a incloure un mòdem per a Internet i a donar suport a jocs en línia, i també es podia navegar en Internet. Anteriorment en les consoles com Genesis/Mega Drive, Saturn, Nintendo 64, SNES i NES hi havia capacitats en línia, però aquestes eren relativament limitades i requerien d'un perifèric extra (com XBAND o NetLink).
La Dreamcast va gaudir d'una forta activitat de vendes en la seva primera temporada, la qual cosa va aconseguir un major èxit en la venda d'unitats en els seus primers dies. Tan sols als Estats Units, va batre un rècord de 300.000 unitats que van ser reservades i Sega va vendre 500.000 consoles en tan sols dues setmanes (incloses 225.132 venudes en les primeres 24 hores, cosa que va suposar un rècord en el seu moment).
Sega va confirmar que va fer una quantitat de 98.4 milions de dòlars en els EUA en combinació de la venda de maquinari i programari a partir del llançament de Dreamcast (9 de setembre de 1999).
Abans del llançament de Dreamcast en els Estats Units, Sega ja havia planejat com arribar en les tendes i els títols que estarien disponibles en l'estrena, tals com Soul Calibur, Sonic Adventure, Power Stone i Hydro Thunder, els quals van ajudar en els primers anys de vida de la consola.

### Competència
La Dreamcast tenia competència massa poderosa, la qual cosa va propiciar que les seves vendes es veiessin reduïdes greument. La culpa de tal tragèdia va ser, principalment, l'anunci anticipat de la Sony PlayStation 2 a l'abril de 1999. El llançament de PS2 no va ser fins a 4 març de 2000 al Japó, i el 26 d'octubre de 2000 als Estats Units.
Encara que el comunicat de premsa de Sony va ser després del llançament de Dreamcast, va anar prou per desviar la gran atenció que tenia Sega. Amb l'imminent llançament de PS2 en Japó, els compradors japonesos van ignorar a Dreamcast en gran part d'aquest territori. Dreamcast va tenir un gran èxit inicial en els Estats Units, però Sega va tenir problemes per mantenir aquest impuls després de la notícia del llançament de PS2.
Les vendes de Dreamcast anaven creixent a un 156,5% del 23 de juliol de 2000 al 30 de setembre de 2000, la qual cosa posicionava a Sega per davant de Nintendo 64 en aquest període.
Durant aquest temps, Sony sofria escassetat de producció de PlayStation 2, i a causa de la forta demanda, sovint la gent pagava quantitats exagerades de diners (rondant els 1000 dòlars) en eBay per una consola de Sony. No obstant això, la capacitat online de Dreamcast a través de SegaNet i la reducció de preus (a la meitat del cost d'una PS2)a la tardor de 2000 va ajudar una mica les vendes del sistema, una vegada que va ser llançat PlayStation 2.

### Fi de la Dreamcast
A causa de les reestructuracions internes que sofria Sega i les pèrdues econòmiques de molts dels seus projectes, Sega va finalitzar oficialment la producció de Dreamcast i va deixar de fabricar consoles per només dedicar-se al desenvolupament de programari i la producció de arcades.
Després de la suspensió de producció, es van seguir venent consoles dels estocs acumulats i Sega va donar encara suport als compradors. Algunes companyies van seguir desenvolupant jocs comercials (la majoria solament en Japó). El 19 de juny de 2001 es va llançar l'últim joc de Sonic per Dreamcast, Sonic Adventure 2, amb la finalitat de commemorar el 10° aniversari del llançament de Sonic the Hedgehog. El 24 de febrer de 2004 Sega va llançar el seu últim joc conegut per Dreamcast, anomenat Puyo Puyo Fever. Un petit nombre de jocs de third-parties es van seguir llançant i alguns altres nous jocs van ser oficialment comercialitzats per Sega Japó. Actualment fins i tot es ven una petita quantitat de consoles procedents de reparacions, ja que encara hi ha una molt lleugera demanda de consoles.
El març de 2007 va ser llançat Karous, últim joc oficial de Dreamcast.

### Llegat
- Dreamcast 2: quan Dreamcast estava en el seu ple apogeu es comentava que la companyia japonesa estava desenvolupant un nou sistema Dreamcast, però es va cancel·lar aquest projecte poc després que Sega es retirés de la fabricació de videoconsoles.[5]

Sega ha sol·licitat la renovació de la marca Dreamcast en Estats Units. La mateixa ha estat atorgada a l'agost de 2008. La sol·licitud realitzada per Sega abasta controladors de videojocs, comandaments, targetes de memòria i programari.
Al començament del mes d'octubre de 2010, Yuji Naka (creador de Sonic, juntament amb Naoto OshimaPlantilla:Citarequerida) manifesto: "Si Sega va funcionar a Europa, llavors potser pugui fer Dreamcast 2. Per descomptat, Dreamcast va ser el meu bebè en Sega i vull seguir fent bons jocs per al mercat europeu, i algun dia espero que m'arribi l'oportunitat de treballar en Dreamcast 2."

## Maquinari i accessoris

### Especificacions tècniques

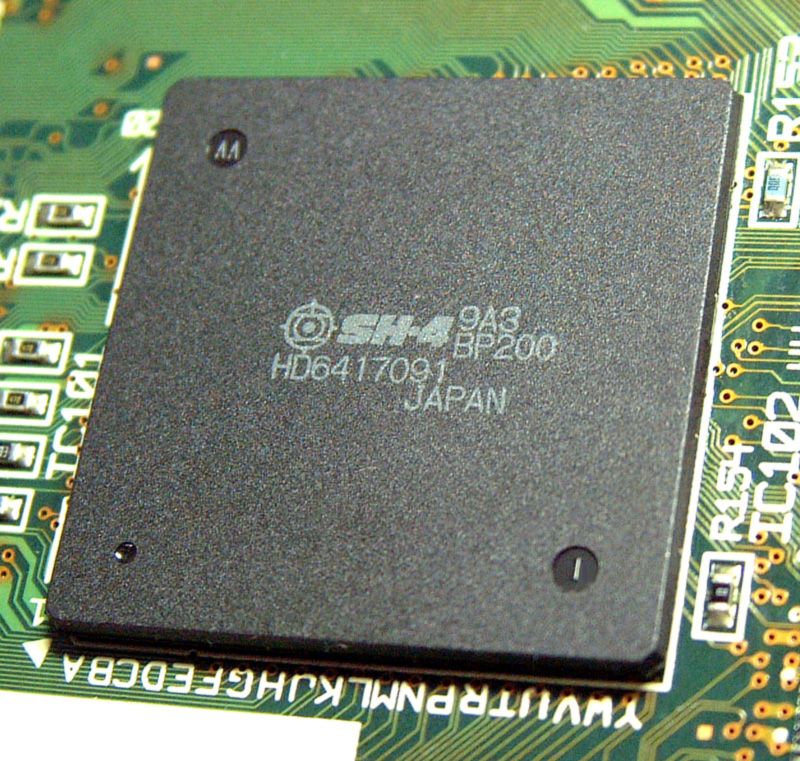
Processador central de la Dreamcast.

- CPU: SH-4 RISC amb unitat FPU vectorial de 128 Bits (freqüència d'operació: 200 MHz 360 MIPS/1,4 GFLOPS).
- Xip Gràfic: PowerVR2DC (PowerVR2 CLX2 modificat) de NEC amb una velocitat de rellotge de 100 MHz, produeix fins a 7 milions de textures, il·luminat i ombreig de polígons per segon, i amb 8 Mb de VRAM de 100 MHz de freqüència.
- Memòria RAM: 16 MB.
- Targeta de So: Super Intelligent (Yamaha) Processador de so amb CPU RISC ARM de 32-Bit (64 canals PCM/ADPCM) amb 2 MB de memòria.
- Unitat GD-ROM: velocitat màxima 12x (quan funciona a una velocitat angular constant) - CAB GD-ROM és un nou mitjà de memòria d'alta densitat. La seva capacitat màxima era d'1,2 GB.Consola mostrant el seu interior

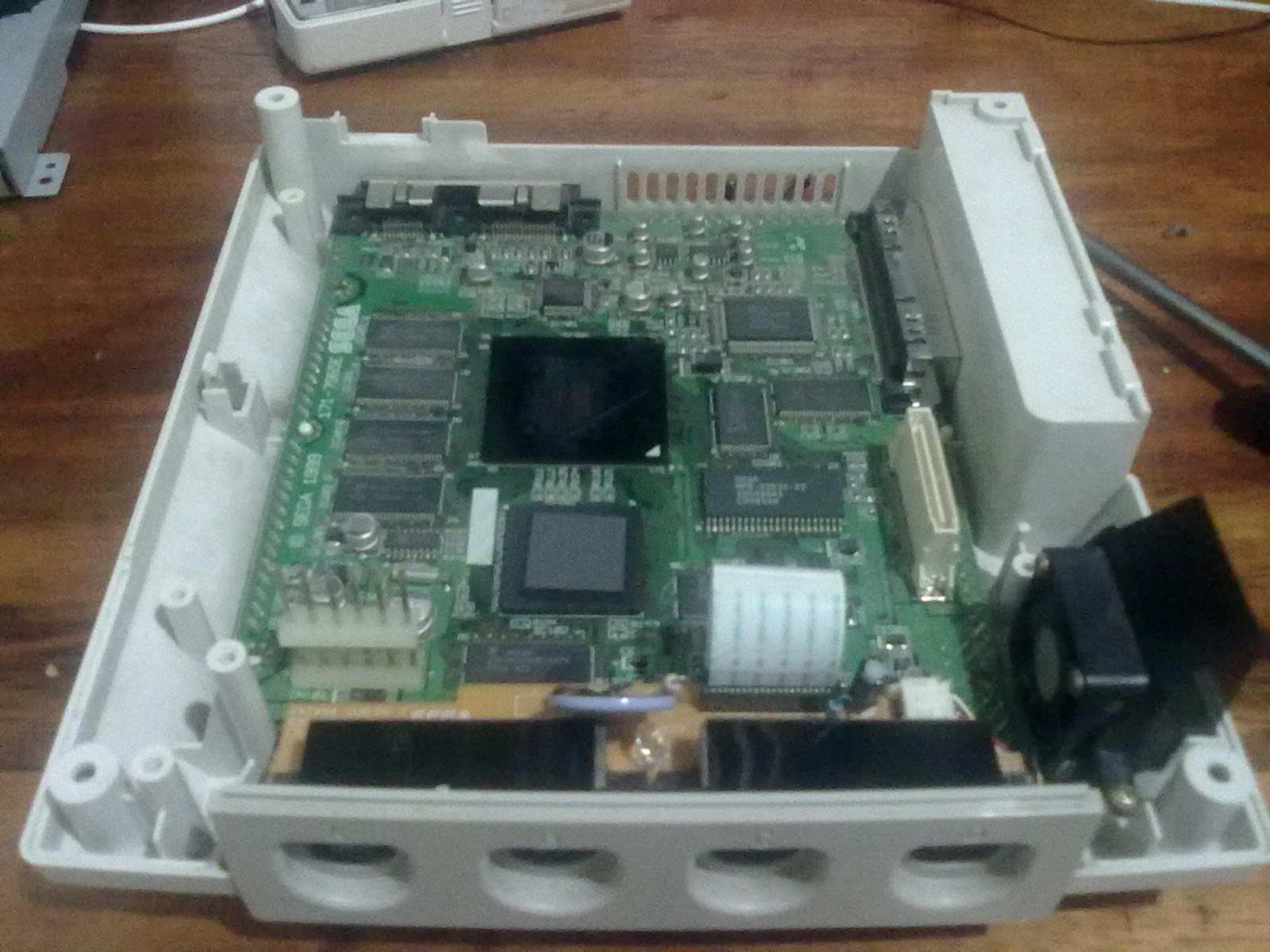
Consola mostrant el seu interior

- Mòdem: Mòdem extraïble de 56 Kbps (33,6 Kbps a Europa). En algunes regions d'Àsia no va ser inclòs. Un adaptador de banda ampla (bàsicament una targeta Ethernet pròpia basada en un xip Realtek) conegut popularment com a BBA (broadband adapter) estava disponible per separat.
- Sortida de color: Aproximadament 16,77 milions de colors simultanis (24 bit).
- Emmagatzematge: "Visual Memory Unit" (VMU) unitat extraïble amb 128 Kb de capacitat de memòria.

### Accessoris
- Comandament estàndard: el comandament es va dissenyar d'una forma ergonòmica similar a la versió 3D Control Pad de Sega Saturn, en la part esquerra se situava un estic analògic i a baix se situava una creuera digital, en la part central se situa el botó "Start", en la dreta es troben 4 botons (X, I, A i B) i finalment en la part frontal del comandament se situaven 2 gallets analògics.

- Visual Memory Unit (targeta de memòria amb pantalla, creuera i botons) (VMS - Visual memory system - en genèric).

- Arcade Estic: va ser un comandament destinat per a jocs arcade i de lluita, tals com Soul Calibur i Dead or Alive 2.

- Mòdem dial up, per jugar a jocs com Phantasy Star Online o Quake III. Velocitat 33,6k al Japó i Europa, 56k a Amèrica. Utilitza com a navegador un programari propietari de SEGA, Dreamkey, que se subministra amb la consola.

- Broadband adapter o BBA (adaptador de xarxa per a banda ampla).

- Canya de pescar, usada en jocs de pesca (Fishing controller).

- Pistola Dreamcast Gun, usada en jocs de tret com: The House of the Dead 2.

- Maraques, usades en Samba d'Amic i la seva continuació, Samba d'Amic Veure. 2000.

- Teclat: igual que Sega Saturn, també Dreamcast va disposar d'un teclat que va ser destinat per a Internet o per a la programació del sistema.

- Mouse (Ratolí): igual que Sega Saturn, també Dreamcast va disposar d'un ratolí com a complement per al teclat, va servir molt per a l'ús d'internet.

- Catifa de ball, usada en jocs com els pertanyents a les franquícies Dance Dance Revolution o Feet of Fury.

- Càmera DreamEye, utilitzada en jocs com a Visual Park, el qual incloïa en un pack la càmera de vídeo i un micròfon.

- Micròfon, usat en Seaman, Alien Front Online i Planet Ring, entre d'altres.

- Vibration Pack, per donar efectes de vibració als comandaments o perifèrics (Purupuru en Japó).

- Dreamcast Developement Kit Katana, per al desenvolupament d'aplicacions Dreamcast.

- Race Controller, volant per a jocs de carreres.

## GD ROM
La Dreamcast usava un format de disc òptic propietari anomenat GD-ROM, en el qual s'usava per emmagatzemar els jocs. El disc té la grandària d'un CD o DVD i la seva capacitat era d'1,2 GB. Aquest format de disc buscava evitar la "pirateria" informàtica. Al final, Sega va aconseguir uns resultats poc efectius, ja que es va descobrir que els discos contenien defectes en el disseny, i els pirates informàtics van ser capaços de copiar els jocs. Sega es culpava en gran part a si mateixa pels alts nivells de pirateria de la seva Dreamcast – el seu ús del format GD-ROM va ser dominat totalment per la compatibilitat de la consola amb el format Mil-CD, el qual permetia a la consola arrencar des d'un CD-R estàndard. La compatibilitat amb Mil-CD va ser eliminada de la revisió final de Dreamcast al final de la vida de la consola.
cal ressaltar que els models de la BIOS de Dreamcast tenen una variació en les consoles produïdes entre octubre de 2000 i desembre del mateix any, conegudes com a SENAR MIL-CD, les quals difícilment poden reproduir respatllers, i fins i tot amb el seu bootloader CD, només eren capaços d'usar un nombre molt reduït de còpies.
Després que Sega deixés de fabricar Dreamcast en 2001, encara continuava fabricant discos GD-ROM, perquè encara li donava suport a aquest sistema de jocs i a les plaques recreatives NAOMI. En 2007 es va posar fi a aquest format, amb la qual cosa es dona per conclòs el suport de Dreamcast.

## Placa recreativa NAOMI
Prèviament al llançament de Dreamcast, Sega va llançar la placa recreativa Sega NAOMI, usant com a punt de partida la tecnologia de Dreamcast (entre les tecnologies usades va ser el GD-ROM).

## Programari
Respecte al programari, Microsoft va cooperar amb Sega en el desenvolupament d'un sistema operatiu dissenyat únicament per Dreamcast amb la idea de promoure la seva sistema operatiu Windows CE para videojocs. Les biblioteques que Sega va aportar oferien més potència final, encara que resultava més dificultosa la realització de conversions entre consola i PC.

### Homebrew
Dreamcast ha tingut una modesta comunitat de desenvolupadors de homebrew. La disponibilitat del kit de desenvolupament de Windows CE en Internet, així com conversions dels sistemes operatius Linux i NetBSD per a Dreamcast van donar als programadors una selecció d'eines de desenvolupament per treballar. Un sistema operatiu propietari anomenat KallistiOS ofereix compatibilitat amb la majoria del maquinari, però no ofereix multi-tasca, la qual cosa és superflu per als jocs. Molts emuladors i altres utilitats (reproductors mp3, reproductors DivX i visors d'imatges) han estat portats o programats per a la consola, aprofitant-se de la relativa facilitat amb la qual l'usuari podia crear un CD capaç d'arrencar en una Dreamcast no modificada a nivell de maquinari.
Algunes aplicacions i jocs que es van desenvolupar per a la consola van ser:
- Chankast, emulador de Dreamcast (per a emuladors de consoles de 128 bits es necessiten CPUs molt potents).
- Project64, l'emulador més conegut, representant la Nintendo 64.
- VisualBoy Advance, emulador de la GameBoy Advance.
- NesterDC, emulador de la NES, port directe del Nester, que emula a la perfecció la majoria dels jocs de la consola de 8 bits de Nintendo.
- DreamSNES, emulador de Super Nintendo.
- GNUboy, emulador de Game Boy.
- Neo4All, emulador de Neo Geo i Neo Geo CD.
- MAMI4All, adaptació del popular emulador d'arcades, MAME.
- ScummVM DC, adaptació del motor ScummVM que permet jugar a les aventures gràfiques en 2D de LucasArts.
- Beats of Rage i adaptacions basant-se en un motor de creació de jocs d'estil beat'em up, modificable per complet i molt senzill, realitzat per Senile Team.
- Reproductors de vídeo per a diferents formats (Divx i MPG, entre d'altres).
- Conversions de Quake, Doom i Quake II, entre d'altres.
- Conversions de Linux, NetBSD i QNX.

## Sega.net
Sega.net és un servei online creat per Sega que va donar suport als jocs multijugador de la Dreamcast. Va ser llançat primerament als Estats Units, on es podia jugar NFL 2K1, Quake III Arena i Unreal Tournament. Encara que va ser reactivat a la tardor de 2002, Sega.net va ser tancat definitivament a Amèrica a la fi d'aquest any.

## Aplicacions i jocs novells
- NesterDC emulador de la NES, que emula a la perfecció la majoria dels jocs de la consola de 8 bits de Nintendo.
- DreamSNES emulador de la Super Nintendo.
- GNUboy emulador de la Game Boy.
- Emuladors de moltes altres consoles i ordinadors.
- ScummVM DC, adaptació del motor ScummVM que permet jugar a les aventures gràfiques en 2D de LucasArts.
- Beats of Rage DC i adaptacions basant-se en un motor de creació de jocs d'estil beat'em up, modificable per complet i molt senzill, realitzat per Senile Team Arxivat 2006-10-31 a Wayback Machine., els creadors del famós joc homònim.
- Reproductors de vídeo per a diferents formats (Divx i MPG entre altres).
- Conversions de Quake, Doom, Quake II, entre d'altres.
- Conversions de Linux, NetBSD i QNX.